# Rallye Dakar 2016
Die Rallye Dakar 2016 (Peru-Bolivia-Argentina) war die 38. Austragung der Rallye Dakar und die 37., die tatsächlich ausgefahren wurde. Sie fand zum achten Mal in Folge in Südamerika statt. Die Rallye begann am 2. Januar 2016 in Buenos Aires in Argentinien und endete nach 13 Etappen am 16. Januar in Rosario. In dieser Zeit wurden, je nach Fahrzeugklasse, rund 9000 Kilometer, davon bis zu 4800 Rennkilometer, durch Argentinien und Bolivien zurückgelegt.

## Teilnehmer
Insgesamt gingen 347 Fahrzeuge an den Start, davon 136 Motorräder, 45 Quads, 111 Autos und 55 Trucks.

### Motorräder
Etwa die Hälfte der Teilnehmer dieser Kategorie trat mit Motorrädern von KTM an. Das offizielle Werksteam bestand aus den Fahrern Antoine Méo, Jordi Viladoms, Toby Price, der im Vorjahr auf Platz drei gefahren war, dem österreichischen Cross-Country-Weltmeister Matthias Walkner sowie der ehemaligen Hondapilotin Laia Sanz. Marc Coma, der im Vorjahr bereits seinen fünften Dakarsieg errungen hatte, trat nicht mehr an. Zu den weiteren KTM-Fahrern zählten unter anderem die Franzosen David Casteu und der zuletzt für Yamaha fahrende Olivier Pain sowie die Slowaken Štefan Svitko und Ivan Jakeš, die 2015 alle unter den ersten Zehn gelandet waren.
Ruben Faria und Pablo Quintanilla, der Viert- bzw. Sechstplatzierte von letzten Jahr, wechselten von KTM zum Tochterunternehmen Husqvarna.
Für das Hondawerksteam traten neben Joan Barreda Bort und dem Vorjahreszweiten Paulo Gonçalves auch Michael Metge, Paolo Ceci und Ricky Brabec an. Hélder Rodrigues, der 2015 Platz zwölf erreicht hatte, kehrte zum Werksteam von Yamaha zurück. Für letzteres gingen außerdem Alessandro Botturi, Adrien Van Beveren und Xavier de Soultrait an den Start.

### Quads
Bei den Quads waren hauptsächlich Modelle von Yamaha und Can-Am vertreten. Zu den Yamahafahrern zählten u. a. der Vorjahressieger Rafał Sonik, sowie die argentinischen Brüder Marcos und Alejandro Patronelli. Beide hatten die Rallye Dakar bereits jeweils zweimal gewonnen.
Walter Nosiglia, zuletzt Drittplatzierter, trat als einer von Wenigen, mit einem Quad von Honda an.

### Autos

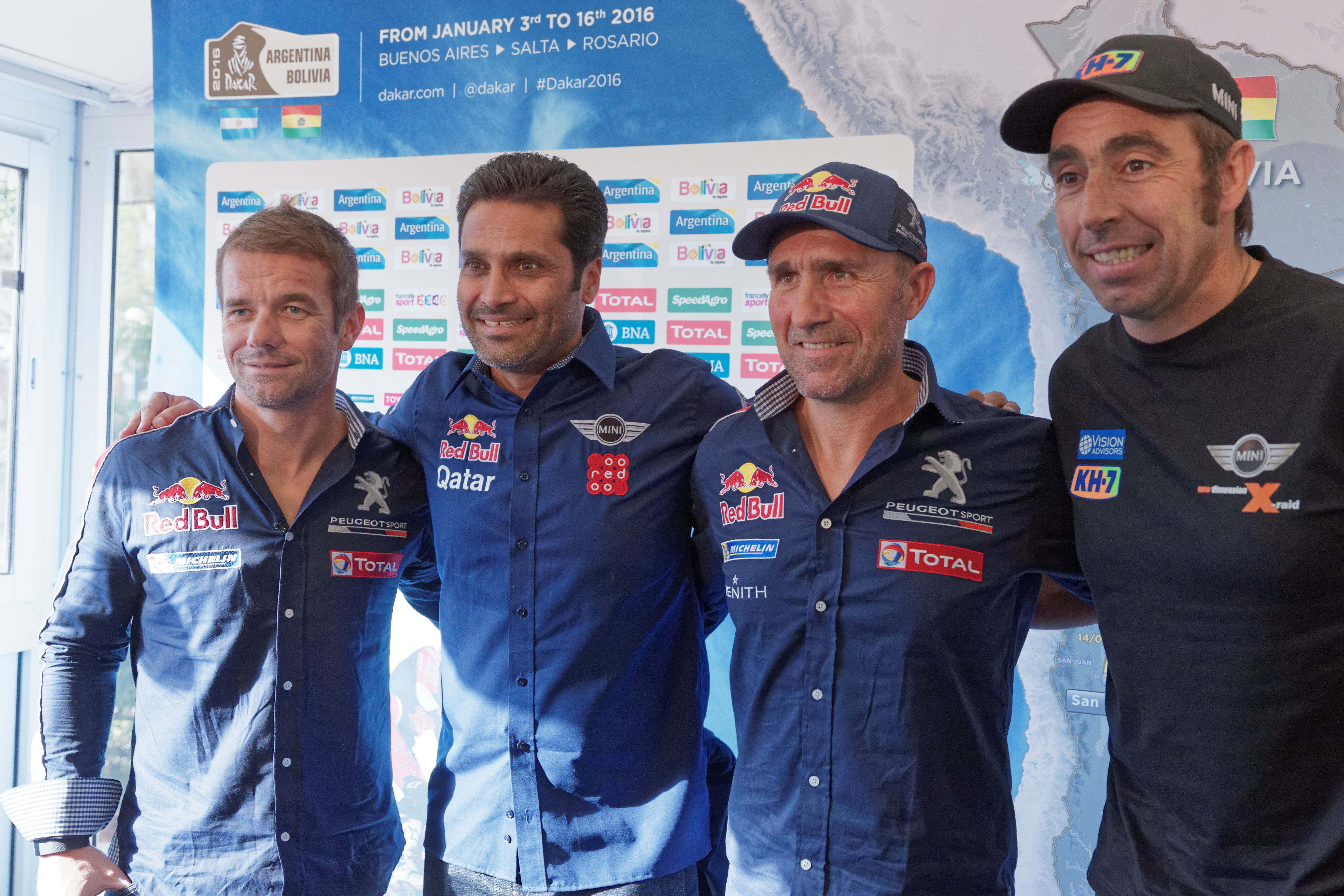
Einige Teilnehmer der Autowertung.
V. l. n. r.: Sébastien Loeb, Nasser Al-Attiyah, Stéphane Peterhansel, Nani Roma.

Das deutsche X-Raid-Team schickte in diesem Jahr zwölf Fahrzeuge ins Rennen. Das Kernteam bestand aus den Fahrern Nani Roma, Orlando Terranova, dem Vorjahressieger Nasser Al-Attiyah und dem WRC-Fahrer Mikko Hirvonen, der zum ersten Mal an der Rallye Dakar teilnahm. Weitere Teilnehmer waren z. B. der ehemalige Skispringer Adam Małysz und Sergio Lafuente. Letzterer fuhr bisher ausschließlich in der Quad-Wertung und trat in diesem Jahr als Copilot für Nazareno Lopez an. Als Fahrzeug setzte X-Raid den MINI All4 Racing ein.
Das Werksteam von Peugeot wurde von drei auf vier Fahrzeuge aufgestockt. Als vierter Fahrer trat neben Dakar-Rekordsieger Stéphane Peterhansel, Carlos Sainz senior und Cyril Despres nun auch der WRC-Fahrer Sébastien Loeb an. Er bestritt seine erste Dakar. Wie im Vorjahr, kam als Fahrzeug der Peugeot 2008 DKR zum Einsatz. Der heckgetriebene Buggy wurde gegenüber dem Vorjahresmodell umfassend modifiziert, wobei u. a. die Gewichtsverteilung überarbeitet wurde.
Ebenfalls mit einem Peugeot 2008 DKR trat der Franzose Romain Dumas an, allerdings mit einem Modell von 2015 und unabhängig vom Werksteam.
Der Vorjahreszweite Giniel de Villiers ging mit seinem Copilot Dirk von Zitzewitz erneut für das südafrikanische Team Toyota Gazoo Racing an den Start. Er und seine Teamkollegen Leeroy Poulter und Yazeed Al-Rajhi nahmen jeweils mit einem Toyota Hilux teil. Dieser wurde gegenüber dem Modell des letzten Jahres mit einem neuen Motor und einem überarbeiteten Getriebe ausgestattet.
Bernard ten Brinke und Ronan Chabot, die im letzten Jahr die Plätze sieben und zehn erreichten, nahmen jeweils mit einem Toyota Hilux des belgischen Teams Overdrive Racing teil.

### Trucks
Das Werksteam von KAMAZ war in diesem Jahr mit vier Trucks vertreten. Neben Titelverteidiger Airat Mardejew traten noch Andrei Karginow und Eduard Nikolajew, die beide bereits jeweils einmal die Rallye Dakar gewonnen hatten, sowie Dmitri Sotnikow an.
Team de Rooy Iveco ging mit fünf Fahrzeugen an den Start. Als Fahrer traten Gerard de Rooy, Federico Villagra, Ton van Genugten, Pep Vila Roca und Aleš Loprais an. Letzterer fuhr im Vorjahr mit einem MAN-Truck auf Platz vier. Zum Einsatz kamen drei Iveco Powerstar und zwei Iveco Trakker.
Das tschechische Team Baggyra Racing war mit den Fahrern Martin Kolomý und Jaroslav Valtr vertreten. Valtr steuerte einen Tatra Phoenix und Kolomý, der zuletzt Platz sieben erreicht hatte, einen Tatra 815.

## Route
Die Rallye startete in Buenos Aires und führte in den ersten Etappen über Villa Carlos Paz und Termas de Río Hondo nach San Salvador de Jujuy. Von dort startete die erste Marathonetappe. Diese führte die Fahrer durch einen Ausläufer der Anden mit einer durchschnittlichen Höhe von ca. 3500 m und endete wieder am Startpunkt. Im Zuge der Marathonetappe durften im Anschluss die Mechaniker und zum ersten Mal auch die Fahrer keine Reparaturen an den Fahrzeugen durchführen.
Die nächste Etappe führte über die Anden nach Uyuni in Bolivien, wobei die Route mit einer Höhe von bis zu 4600 m auf dieser Etappe ihren höchsten Punkt erreichte. Danach ging es zunächst in einer Schleife durch die Andenregion von Bolivien und später ins argentinische Salta, wo am 10. Januar der Ruhetag stattfand.
Nach dem Ruhetag ging es für die Teilnehmer weiter nach Belén und zur zweiten Marathonetappe die ebenfalls in Belén endete. Die nächsten beiden Etappen nach La Rioja und San Juan führten durch ausgedehnte Dünenregionen, bevor es auf der in diesem Jahr längsten Etappe weiter nach Villa Carlos Paz ging. Von dort startete am 16. Januar die letzte Etappe, die diesmal auch die kürzeste Wertungsprüfung war, nach Rosario.
Ursprünglich war eine gänzlich andere Route vorgesehen. Diese sollte in Lima in Peru starten und von dort durch die Anden nach Bolivien und später nach Argentinien führen. Peru sagte seine Ausrichtung aber wegen Bedenken bezüglich der Auswirkungen von El Niño im August 2015 ab.

### Etappen
| Etappe                             | Datum         | Von                   | Nach                  | Motorräder / Quads | Motorräder / Quads | Motorräder / Quads | Autos      | Autos   | Autos   | Trucks     | Trucks  | Trucks  |
| Etappe                             | Datum         | Von                   | Nach                  | Verbindung         | Wertung            | Gesamt             | Verbindung | Wertung | Gesamt  | Verbindung | Wertung | Gesamt  |
| ---------------------------------- | ------------- | --------------------- | --------------------- | ------------------ | ------------------ | ------------------ | ---------- | ------- | ------- | ---------- | ------- | ------- |
| 1                                  | 03. Januar    | Buenos Aires          | Villa Carlos Paz      | 405                | 227                | 632                | 404        | 258     | 662     | 404        | 258     | 662     |
| 2                                  | 04. Januar    | Villa Carlos Paz      | Termas de Río Hondo   | 336                | 450                | 786                | 337        | 521     | 858     | 337        | 521     | 858     |
| 3                                  | 05. Januar    | Termas de Río Hondo   | San Salvador de Jujuy | 349                | 314                | 663                | 349        | 314     | 663     | 349        | 314     | 663     |
| 4 M                                | 06. Januar    | San Salvador de Jujuy | San Salvador de Jujuy | 200                | 429                | 629                | 200        | 429     | 629     | 201        | 418     | 619     |
| 5                                  | 07. Januar    | San Salvador de Jujuy | Uyuni                 | 315                | 327                | 642                | 315        | 327     | 642     | 315        | 327     | 642     |
| 6                                  | 08. Januar    | Uyuni                 | Uyuni                 | 181                | 542                | 723                | 181        | 542     | 723     | 305        | 295     | 600     |
| 7                                  | 09. Januar    | Uyuni                 | Salta                 | 440                | 353                | 793                | 440        | 353     | 793     | 440        | 353     | 793     |
|                                    | 10. Januar    | Salta                 | Salta                 | Ruhetag            | Ruhetag            | Ruhetag            | Ruhetag    | Ruhetag | Ruhetag | Ruhetag    | Ruhetag | Ruhetag |
| 8                                  | 11. Januar    | Salta                 | Belén                 | 373                | 393                | 766                | 373        | 393     | 766     | 373        | 393     | 766     |
| 9 M                                | 12. Januar    | Belén                 | Belén                 | 151                | 285                | 436                | 111        | 285     | 396     | 111        | 285     | 396     |
| 10                                 | 13. Januar    | Belén                 | La Rioja              | 283                | 278                | 561                | 485        | 278     | 763     | 485        | 278     | 763     |
| 11                                 | 14. Januar    | La Rioja              | San Juan              | 281                | 431                | 712                | 281        | 431     | 712     | 281        | 431     | 712     |
| 12                                 | 15. Januar    | San Juan              | Villa Carlos Paz      | 450                | 481                | 931                | 450        | 481     | 931     | 599        | 267     | 866     |
| 13                                 | 16. Januar    | Villa Carlos Paz      | Rosario               | 519                | 180                | 699                | 519        | 180     | 699     | 519        | 180     | 699     |
| Gesamtstrecke                      | Gesamtstrecke | Gesamtstrecke         | Gesamtstrecke         | 4283               | 4690               | 8973               | 4445       | 4792    | 9237    | 4719       | 4320    | 9039    |
| Alle Angaben in Kilometer, Quelle: |               |                       |                       |                    |                    |                    |            |         |         |            |         |         |

## Etappenergebnisse

### 1. Etappe
Der Start der ersten Etappe wurde wegen starker Regenfälle zunächst mehrfach verschoben. Im Laufe des Vormittags entschied sich die Rennleitung aber dazu, die gesamte Etappe aus Sicherheitsgründen abzusagen, da wegen des schlechten Wetters der Einsatz der Rettungshubschrauber nicht möglich sei.

### 2. Etappe
Da die vorgesehene Strecke wegen der Regenfälle der Vortage teilweise noch immer unbefahrbar war, wurde die Wertungsprüfung für die Motorräder und Quads auf 354 km, für die Autos und Trucks auf 387 km verkürzt.
In der Motorradwertung lag Štefan Svitko zunächst auf dem dritten Platz. Er erhielt aber eine Zeitstrafe von einer Minute und fiel auf Rang fünf zurück.
Der Renault-Truck von Martin van den Brink fing aufgrund von überhitzten Bremsen Feuer und brannte vollständig aus. Er, sein Navigator und sein Bordmechaniker blieben unverletzt.
| Rang | Motorräder   | Motorräder | Motorräder | Motorräder | Quads             | Quads  | Quads   | Quads   | Autos                                  | Autos   | Autos   | Autos   | Trucks                                             | Trucks | Trucks  | Trucks  |
| Rang | Fahrer       | Marke      | Zeit       | Abstand    | Fahrer            | Marke  | Zeit    | Abstand | Fahrer                                 | Marke   | Zeit    | Abstand | Fahrer                                             | Marke  | Zeit    | Abstand |
| ---- | ------------ | ---------- | ---------- | ---------- | ----------------- | ------ | ------- | ------- | -------------------------------------- | ------- | ------- | ------- | -------------------------------------------------- | ------ | ------- | ------- |
| 1    | Toby Price   | KTM        | 3:46:24    | –          | Ignacio Casale    | Yamaha | 4:10:47 | –       | Sébastien Loeb Daniel Elena            | Peugeot | 3:45:56 | –       | Hans Stacey Serge Bruynkens Jan van der Vaet       | MAN    | 4:18:18 | –       |
| 2    | Ruben Faria  | Husqvarna  | 3:47:44    | + 1:20     | Brian Baragwanath | Yamaha | 4:14:36 | + 3:49  | Stéphane Peterhansel Jean-Paul Cottret | Peugeot | 3:48:09 | + 2:23  | Pieter Versluis Marcel Pronk Artur Klein           | MAN    | 4:19:06 | + 0:48  |
| 3    | Alain Duclos | Sherco     | 3:48:15    | + 1:51     | Marcelo Medeiros  | Yamaha | 4:14:58 | + 4:11  | Giniel de Villiers Dirk von Zitzewitz  | Toyota  | 3:48:47 | + 3:01  | Gerard de Rooy Moisès Torrallardona Darek Rodewald | Iveco  | 4:20:09 | + 1:51  |

### 3. Etappe
Wegen der Folgen des schlechten Wetters wurde die Wertungsprüfung zunächst um gut 100 km verkürzt. Für die Trucks wurde die Strecke später ein weiteres Mal verkürzt, nachdem ein Erdrutsch einen Abschnitt unpassierbar gemacht hatte.
Joan Barreda Bort fuhr die Bestzeit in der Motorradwertung. Er erhielt aber im Nachhinein wegen einer Geschwindigkeitsüberschreitung in einer geschlossenen Ortschaft eine Zeitstrafe von einer Minute und fiel auf den fünften Platz zurück.
| Rang | Motorräder      | Motorräder | Motorräder | Motorräder | Quads             | Quads  | Quads   | Quads   | Autos                             | Autos   | Autos   | Autos   | Trucks                                            | Trucks | Trucks  | Trucks  |
| Rang | Fahrer          | Marke      | Zeit       | Abstand    | Fahrer            | Marke  | Zeit    | Abstand | Fahrer                            | Marke   | Zeit    | Abstand | Fahrer                                            | Marke  | Zeit    | Abstand |
| ---- | --------------- | ---------- | ---------- | ---------- | ----------------- | ------ | ------- | ------- | --------------------------------- | ------- | ------- | ------- | ------------------------------------------------- | ------ | ------- | ------- |
| 1    | Kevin Benavides | Honda      | 2:31:03    | –          | Brian Baragwanath | Yamaha | 2:42:35 | –       | Sébastien Loeb Daniel Elena       | Peugeot | 2:09:39 | –       | Martin Kolomý David Kilián René Kilián            | Tatra  | 1:42:40 | –       |
| 2    | Paulo Gonçalves | Honda      | 2:31:29    | + 0:26     | Ignacio Casale    | Yamaha | 2:42:39 | + 0:04  | Carlos Sainz senior Lucas Cruz    | Peugeot | 2:11:02 | + 1:23  | Hans Stacey Serge Bruynkens Jan van der Vaet      | MAN    | 1:42:57 | + 0:17  |
| 3    | Antoine Méo     | KTM        | 2:31:30    | + 0:27     | Rafał Sonik       | Yamaha | 2:46:14 | + 3:39  | Nasser Al-Attiyah Matthieu Baumel | Mini    | 2:11:04 | + 1:25  | Federico Villagra Jorge Pérez Companc Andres Memi | Iveco  | 1:43:34 | + 0:54  |

### 4. Etappe
Joan Barreda Bort erhielt auf dieser Etappe wieder eine Zeitstrafe wegen einer Geschwindigkeitsüberschreitung und musste seinen Etappensieg ein weiteres Mal abtreten.
Im Zuge der Marathonetappe durften die Mechaniker im Fahrerlager von San Salvador de Jujuy keine Reparaturen an den Fahrzeugen durchführen. Zum ersten Mal galt dies in diesem Jahr auch für die Fahrer.
| Rang | Motorräder      | Motorräder | Motorräder | Motorräder | Quads                  | Quads  | Quads   | Quads   | Autos                                  | Autos   | Autos   | Autos   | Trucks                                             | Trucks | Trucks  | Trucks  |
| Rang | Fahrer          | Marke      | Zeit       | Abstand    | Fahrer                 | Marke  | Zeit    | Abstand | Fahrer                                 | Marke   | Zeit    | Abstand | Fahrer                                             | Marke  | Zeit    | Abstand |
| ---- | --------------- | ---------- | ---------- | ---------- | ---------------------- | ------ | ------- | ------- | -------------------------------------- | ------- | ------- | ------- | -------------------------------------------------- | ------ | ------- | ------- |
| 1    | Paulo Gonçalves | Honda      | 3:49:29    | –          | Alexis Hernández       | Yamaha | 4:53:23 | –       | Stéphane Peterhansel Jean-Paul Cottret | Peugeot | 3:42:24 | –       | Gerard de Rooy Moisès Torrallardona Darek Rodewald | Iveco  | 3:58:16 | –       |
| 2    | Kevin Benavides | Honda      | 3:54:15    | + 4:46     | Marcos Patronelli      | Yamaha | 4:53:27 | + 0:04  | Carlos Sainz Lucas Cruz                | Peugeot | 3:42:53 | + 0:11  | Pieter Versluis Marcel Pronk Artur Klein           | MAN    | 3:58:53 | + 0:37  |
| 3    | Ruben Faria     | Husqvarna  | 3:54:55    | + 5:26     | Enrique Umbert Okumura | Yamaha | 4:53:51 | + 0:28  | Sébastien Loeb Daniel Elena            | Peugeot | 3:43:09 | + 0:27  | Hans Stacey Serge Bruynkens Jan van der Vaet       | MAN    | 3:59:34 | + 1:18  |

### 5. Etappe
Rafał Sonik, der Vorjahressieger in der Quadwertung, erlitt einen Motorschaden und schied aus. Marcelo Medeiros, bis dahin Drittplatzierter, zog sich bei einem Sturz einen Schlüsselbeinbruch zu. Auch er konnte die Rallye nicht fortsetzen.
| Rang | Motorräder       | Motorräder | Motorräder | Motorräder | Quads                | Quads  | Quads   | Quads   | Autos                                  | Autos   | Autos   | Autos   | Trucks                                             | Trucks | Trucks  | Trucks  |
| Rang | Fahrer           | Marke      | Zeit       | Abstand    | Fahrer               | Marke  | Zeit    | Abstand | Fahrer                                 | Marke   | Zeit    | Abstand | Fahrer                                             | Marke  | Zeit    | Abstand |
| ---- | ---------------- | ---------- | ---------- | ---------- | -------------------- | ------ | ------- | ------- | -------------------------------------- | ------- | ------- | ------- | -------------------------------------------------- | ------ | ------- | ------- |
| 1    | Toby Price       | KTM        | 4:03:44    | –          | Alexis Hernández     | Yamaha | 4:49:24 | –       | Sébastien Loeb Daniel Elena            | Peugeot | 3:32:34 | –       | Eduard Nikolajew Jewgeni Jakowlew Wladimir Rybakow | KAMAZ  | 4:00:03 | –       |
| 2    | Štefan Svitko    | KTM        | 4:06:17    | + 2:33     | Alejandro Patronelli | Yamaha | 4:51:20 | + 1:56  | Carlos Sainz Lucas Cruz                | Peugeot | 3:32:56 | + 0:22  | Martin Kolomý David Kilián René Kilián             | Tatra  | 4:02:35 | + 0:37  |
| 3    | Matthias Walkner | KTM        | 4:06:24    | + 2:40     | Sergei Karjakin      | Yamaha | 4:52:14 | + 2:50  | Stéphane Peterhansel Jean-Paul Cottret | Peugeot | 3:35:34 | + 3:00  | Federico Villagra Jorge Pérez Companc Andres Memi  | Iveco  | 4:04:35 | + 4:32  |

### 6. Etappe
Joan Barreda Bort musste sich wegen Motorproblemen von seinen Teamkollegen Paolo Ceci ins Ziel schleppen lassen und verlor dadurch fast fünf Stunden. In der Gesamtwertung fiel er auf Platz 70 zurück.
Husqvarnapilot Ruben Faria zog sich bei einem Sturz u. a. Verletzungen am Handgelenk zu und musste die Rallye beenden. Ignacio Casale, 2014 Sieger in der Quadwertung, stürzte ebenfalls und brach sich das Schlüsselbein. Auch er schied aus.
Ivan Jakeš entschied sich noch vor dem Start der Etappe dazu, das Rennen nicht fortzusetzen. Er lag in der Gesamtwertung auf Platz sieben, hatte sich aber bereits am Vortag einen Bänderriss im Knie zugezogen.
| Rang | Motorräder       | Motorräder | Motorräder | Motorräder | Quads                | Quads  | Quads   | Quads   | Autos                                  | Autos   | Autos   | Autos   | Trucks                                             | Trucks | Trucks  | Trucks  |
| Rang | Fahrer           | Marke      | Zeit       | Abstand    | Fahrer               | Marke  | Zeit    | Abstand | Fahrer                                 | Marke   | Zeit    | Abstand | Fahrer                                             | Marke  | Zeit    | Abstand |
| ---- | ---------------- | ---------- | ---------- | ---------- | -------------------- | ------ | ------- | ------- | -------------------------------------- | ------- | ------- | ------- | -------------------------------------------------- | ------ | ------- | ------- |
| 1    | Toby Price       | KTM        | 5:51:48    | –          | Marcos Patronelli    | Yamaha | 6:53:39 | –       | Stéphane Peterhansel Jean-Paul Cottret | Peugeot | 5:01:07 | –       | Hans Stacey Serge Bruynkens Jan van der Vaet       | MAN    | 2:55:35 | –       |
| 2    | Matthias Walkner | KTM        | 5:52:53    | + 1:05     | Alejandro Patronelli | Yamaha | 7:00:18 | + 06:39 | Carlos Sainz Lucas Cruz                | Peugeot | 5:01:24 | + 0:17  | Gerard de Rooy Moisès Torrallardona Darek Rodewald | Iveco  | 2:55:42 | + 0:07  |
| 3    | Paulo Gonçalves  | Honda      | 5:53:00    | + 1:12     | Sergei Karjakin      | Yamaha | 7:12:40 | + 19:01 | Yazeed Al-Rajhi Timo Gottschalk        | Toyota  | 5:08:26 | + 7:19  | Pieter Versluis Marcel Pronk Artur Klein           | MAN    | 2:56:50 | + 1:15  |

### 7. Etappe
Wegen schlechten Wetters wurde der zweite Teil der geteilten Wertungsprüfung für die Motorräder und Quads abgesagt. Für die Autos und Trucks fand die Prüfung wie geplant statt.
Matthias Walkner, bis dahin dritter in der Gesamtwertung, stürzte kurz nach Beginn der Etappe und brach sich dabei den Oberschenkel. Spitzenreiter Paulo Gonçalves leistete Erste Hilfe und verlor dadurch elf Minuten, die ihm später von der Rennleitung wieder gutgeschrieben wurden.
Da sich die Motorprobleme vom Vortag nicht beheben ließen, konnte Joan Barreda Bort nicht zur Wertungsprüfung antreten und schied aus.
| Rang | Motorräder      | Motorräder | Motorräder | Motorräder | Quads           | Quads  | Quads   | Quads   | Autos                             | Autos   | Autos   | Autos   | Trucks                                             | Trucks | Trucks  | Trucks  |
| Rang | Fahrer          | Marke      | Zeit       | Abstand    | Fahrer          | Marke  | Zeit    | Abstand | Fahrer                            | Marke   | Zeit    | Abstand | Fahrer                                             | Marke  | Zeit    | Abstand |
| ---- | --------------- | ---------- | ---------- | ---------- | --------------- | ------ | ------- | ------- | --------------------------------- | ------- | ------- | ------- | -------------------------------------------------- | ------ | ------- | ------- |
| 1    | Antoine Méo     | KTM        | 2:27:27    | –          | Lucas Bonetto   | Honda  | 2:58:30 | –       | Carlos Sainz Lucas Cruz           | Peugeot | 3:19:03 | –       | Eduard Nikolajew Jewgeni Jakowlew Wladimir Rybakow | KAMAZ  | 3:54:31 | –       |
| 2    | Kevin Benavides | Honda      | 2:29:20    | + 1:53     | Pablo Copetti   | Yamaha | 2:58:59 | + 0:29  | Sébastien Loeb Daniel Elena       | Peugeot | 3:19:41 | + 0:38  | Airat Mardejew Aidar Beljajew Dmitri Swistunow     | KAMAZ  | 3:55:29 | + 0:58  |
| 3    | Paulo Gonçalves | Honda      | 2:39:23    | + 1:56     | Walter Nosiglia | Honda  | 2:59:24 | + 0:54  | Nasser Al-Attiyah Matthieu Baumel | Mini    | 3:22:25 | + 3:22  | Pieter Versluis Marcel Pronk Artur Klein           | MAN    | 3:55:48 | + 1:17  |

### 8. Etappe
Sébastien Loeb, der bis dahin Gesamtführende in der Autowertung, überschlug sich in einem ausgetrockneten Flussbett. Er und sein Beifahrer blieben unverletzt, allerdings wurde ihr Peugeot schwer beschädigt. Loeb erreichte das Ziel mit über einer Stunde Rückstand und fiel in der Gesamtwertung auf Rang acht zurück.
| Rang | Motorräder        | Motorräder | Motorräder | Motorräder | Quads                | Quads  | Quads   | Quads   | Autos                                  | Autos   | Autos   | Autos   | Trucks                                             | Trucks | Trucks  | Trucks  |
| Rang | Fahrer            | Marke      | Zeit       | Abstand    | Fahrer               | Marke  | Zeit    | Abstand | Fahrer                                 | Marke   | Zeit    | Abstand | Fahrer                                             | Marke  | Zeit    | Abstand |
| ---- | ----------------- | ---------- | ---------- | ---------- | -------------------- | ------ | ------- | ------- | -------------------------------------- | ------- | ------- | ------- | -------------------------------------------------- | ------ | ------- | ------- |
| 1    | Toby Price        | KTM        | 4:33:14    | –          | Marcos Patronelli    | Yamaha | 5:41:18 | –       | Nasser Al-Attiyah Matthieu Baumel      | Mini    | 4:12:23 | –       | Gerard de Rooy Moisès Torrallardona Darek Rodewald | Iveco  | 4:44:59 | –       |
| 2    | Paulo Gonçalves   | Honda      | 4:38:31    | + 5:17     | Alejandro Patronelli | Yamaha | 5:47:00 | + 5:42  | Carlos Sainz Lucas Cruz                | Peugeot | 4:12:35 | + 0:12  | Eduard Nikolajew Jewgeni Jakowlew Wladimir Rybakow | KAMAZ  | 4:44:34 | + 2:35  |
| 3    | Pablo Quintanilla | Husqvarna  | 4:39:46    | + 6:32     | Alexis Hernández     | Yamaha | 5:50:35 | + 9:17  | Stéphane Peterhansel Jean-Paul Cottret | Peugeot | 4:12:54 | + 0:31  | Andrei Karginow Andrei Mokejew Igor Leonow         | KAMAZ  | 4:47:22 | + 5:23  |

### 9. Etappe
Wegen Temperaturen von über 40 °C entschied sich die Rennleitung dazu die Wertungsprüfung zu verkürzen.
Paulo Gonçalves hatte mit Schäden am Kühler seiner Honda und der daraus resultierenden Überhitzung des Motors zu kämpfen. Er erreichte den letzten Checkpoint auf Rang 13 mit knapp 32 Minuten Rückstand auf Toby Price. Auf der anschließenden Verbindungsetappe musste Gonçalves sich aber von seinem Teamkollegen Paolo Ceci in Schlepp nehmen lassen.
Nachdem Sébastien Loeb am Vortag bereits über eine Stunde auf die Spitze verloren hatte, büßte er diesmal erneut rund 70 Minuten ein. Die Gründe waren mehrmaliges festfahren im Sand und ein Schaden an der Antriebswelle. Loeb fiel in der Gesamtwertung auf Platz 13 zurück.
| Rang | Motorräder   | Motorräder | Motorräder | Motorräder | Quads                | Quads  | Quads   | Quads   | Autos                         | Autos   | Autos   | Autos   | Trucks                                             | Trucks | Trucks  | Trucks  |
| Rang | Fahrer       | Marke      | Zeit       | Abstand    | Fahrer               | Marke  | Zeit    | Abstand | Fahrer                        | Marke   | Zeit    | Abstand | Fahrer                                             | Marke  | Zeit    | Abstand |
| ---- | ------------ | ---------- | ---------- | ---------- | -------------------- | ------ | ------- | ------- | ----------------------------- | ------- | ------- | ------- | -------------------------------------------------- | ------ | ------- | ------- |
| 1    | Toby Price   | KTM        | 3:26:58    | –          | Pablo Corpetti       | Yamaha | 5:39:41 | –       | Carlos Sainz Lucas Cruz       | Peugeot | 2:35:31 | –       | Gerard de Rooy Moisès Torrallardona Darek Rodewald | Iveco  | 2:41:20 | –       |
| 2    | Ricky Brabec | Honda      | 3:39:27    | + 12:29    | Alejandro Patronelli | Yamaha | 5:40:35 | + 0:54  | Erik van Loon Wouter Rosegaar | Mini    | 2:35:41 | + 0:10  | Ton van Genugten Anton van Limp Peter van Eerd     | Iveco  | 2:45:19 | + 03:59 |
| 3    | Antoine Méo  | KTM        | 3:40:22    | + 13:24    | Marcos Patronelli    | Yamaha | 5:41:57 | + 2:16  | Mikko Hirvonen Michel Périn   | Mini    | 2:35:48 | + 0:17  | Andrei Karginow Andrei Mokejew Igor Leonow         | KAMAZ  | 2:57:24 | + 16:04 |

### 10. Etappe
Nasser Al-Attiyah überschlug sich bereits auf den ersten sechs Kilometern der Etappe. Sein Mini wurde dabei schwer beschädigt, sodass Al-Attiyah rund 52 Minuten auf Spitzenreiter Peterhansel verlor.
Carlos Sainz blieb wegen eines Schadens im Getriebe liegen und musste von einem Servicetruck aus der Wertungsprüfung geschleppt werden. Da der Schaden nicht repariert werden konnte, konnte Sainz nicht zur nächsten Etappe antreten, und schied aus.
| Rang | Motorräder      | Motorräder | Motorräder | Motorräder | Quads                | Quads  | Quads   | Quads   | Autos                                  | Autos   | Autos   | Autos   | Trucks                                             | Trucks  | Trucks  | Trucks  |
| Rang | Fahrer          | Marke      | Zeit       | Abstand    | Fahrer               | Marke  | Zeit    | Abstand | Fahrer                                 | Marke   | Zeit    | Abstand | Fahrer                                             | Marke   | Zeit    | Abstand |
| ---- | --------------- | ---------- | ---------- | ---------- | -------------------- | ------ | ------- | ------- | -------------------------------------- | ------- | ------- | ------- | -------------------------------------------------- | ------- | ------- | ------- |
| 1    | Štefan Svitko   | KTM        | 3:47:23    | –          | Brian Baragwanath    | Yamaha | 4:53:30 | –       | Stéphane Peterhansel Jean-Paul Cottret | Peugeot | 3:58:32 | –       | Pascal de Baar Martin Roesink Wouter de Graaff     | Renault | 4:51:41 | –       |
| 2    | Kevin Benavides | Honda      | 3:50:17    | + 2:54     | Marcos Patronelli    | Yamaha | 4:53:59 | + 0:29  | Cyril Despres David Castera            | Peugeot | 4:04:12 | + 05:40 | Gerard de Rooy Moisès Torrallardona Darek Rodewald | Iveco   | 4:54:17 | + 02:36 |
| 3    | Toby Price      | KTM        | 3:53:10    | + 5:47     | Alejandro Patronelli | Yamaha | 4:54:47 | + 1:17  | Wladimir Wassiljew Konstantin Schilzow | Toyota  | 4:11:28 | + 12:56 | Airat Mardejew Aidar Beljajew Dmitri Swistunow     | KAMAZ   | 5:17:47 | + 26:06 |

### 11. Etappe
Paulo Gonçalves schied aus, nachdem er sich bei einem schweren Sturz eine Gehirnerschütterung zugezogen hatte und in ein Krankenhaus geflogen werden musste. In der Gesamtwertung lag der Portugiese zuletzt auf Rang acht.
| Rang | Motorräder        | Motorräder | Motorräder | Motorräder | Quads                | Quads  | Quads   | Quads   | Autos                             | Autos   | Autos   | Autos   | Trucks                                             | Trucks | Trucks  | Trucks  |
| Rang | Fahrer            | Marke      | Zeit       | Abstand    | Fahrer               | Marke  | Zeit    | Abstand | Fahrer                            | Marke   | Zeit    | Abstand | Fahrer                                             | Marke  | Zeit    | Abstand |
| ---- | ----------------- | ---------- | ---------- | ---------- | -------------------- | ------ | ------- | ------- | --------------------------------- | ------- | ------- | ------- | -------------------------------------------------- | ------ | ------- | ------- |
| 1    | Antoine Méo       | KTM        | 5:19:08    | –          | Alejandro Patronelli | Yamaha | 6:20:15 | –       | Nasser Al-Attiyah Matthieu Baumel | Mini    | 4:49:16 | –       | Eduard Nikolajew Jewgeni Jakowlew Wladimir Rybakow | KAMAZ  | 5:31:37 | –       |
| 2    | Toby Price        | KTM        | 5:19:26    | + 0:18     | Brian Baragwanath    | Yamaha | 6:21:21 | + 1:06  | Sébastien Loeb Daniel Elena       | Peugeot | 4:55:08 | + 5:52  | Pieter Versluis Marcel Pronk Artur Klein           | MAN    | 5:36:39 | + 5:02  |
| 3    | Pablo Quintanilla | Husqvarna  | 5:21:56    | + 2:48     | Marcos Patronelli    | Yamaha | 6:21:41 | + 1:26  | Mikko Hirvonen Michel Périn       | Mini    | 4:56:17 | + 7:01  | Ton van Genugten Anton van Limp Peter van Eerd     | Iveco  | 5:37:13 | + 5:36  |

### 12. Etappe
Antoine Méo stürzte etwa 50 km vor dem Ziel und verletzte sich dabei an der Hand. Er fuhr daraufhin langsamer weiter, sodass er das Ziel, mit über einer halben Stunde Rückstand, auf Rang 21 erreichte. In der Gesamtwertung fiel er von Platz drei auf Platz sechs zurück.
Laia Sanz stürzte ebenfalls und brach sich dabei das Schlüsselbein. Sie entschied sich aber dazu die Rallye fortzusetzen.
| Rang | Motorräder       | Motorräder | Motorräder | Motorräder | Quads             | Quads  | Quads   | Quads   | Autos                             | Autos  | Autos   | Autos   | Trucks                                            | Trucks | Trucks  | Trucks  |
| Rang | Fahrer           | Marke      | Zeit       | Abstand    | Fahrer            | Marke  | Zeit    | Abstand | Fahrer                            | Marke  | Zeit    | Abstand | Fahrer                                            | Marke  | Zeit    | Abstand |
| ---- | ---------------- | ---------- | ---------- | ---------- | ----------------- | ------ | ------- | ------- | --------------------------------- | ------ | ------- | ------- | ------------------------------------------------- | ------ | ------- | ------- |
| 1    | Hélder Rodrigues | Yamaha     | 6:00:24    | –          | Marcos Patronelli | Yamaha | 6:48:46 | –       | Mikko Hirvonen Michel Périn       | Mini   | 5:34:17 | –       | Pieter Versluis Marcel Pronk Artur Klein          | MAN    | 3:14:06 | –       |
| 2    | Toby Price       | KTM        | 6:04:56    | + 4:32     | Walter Nosiglia   | Honda  | 6:48:55 | + 0:09  | Nasser Al-Attiyah Matthieu Baumel | Mini   | 5:34:26 | + 0:09  | Federico Villagra Jorge Pérez Companc Andres Memi | Iveco  | 3:17:20 | + 3:14  |
| 3    | Kevin Benavides  | Honda      | 6:05:19    | + 4:55     | Sergei Karjakin   | Yamaha | 6:49:35 | + 0:49  | Leeroy Poulter Robert Howie       | Toyota | 5:35:02 | + 0:45  | Hans Stacey Serge Bruynkens Jan van der Vaet      | MAN    | 3:17:24 | + 3:18  |

### 13. Etappe
| Rang | Motorräder        | Motorräder | Motorräder | Motorräder | Quads                     | Quads  | Quads   | Quads   | Autos                             | Autos   | Autos   | Autos   | Trucks                                             | Trucks | Trucks  | Trucks  |
| Rang | Fahrer            | Marke      | Zeit       | Abstand    | Fahrer                    | Marke  | Zeit    | Abstand | Fahrer                            | Marke   | Zeit    | Abstand | Fahrer                                             | Marke  | Zeit    | Abstand |
| ---- | ----------------- | ---------- | ---------- | ---------- | ------------------------- | ------ | ------- | ------- | --------------------------------- | ------- | ------- | ------- | -------------------------------------------------- | ------ | ------- | ------- |
| 1    | Pablo Quintanilla | Husqvarna  | 1:51:27    | –          | Brian Baragwanath         | Yamaha | 2:07:18 | –       | Sébastien Loeb Daniel Elena       | Peugeot | 1:46:51 | –       | Hans Stacey Serge Bruynkens Jan van der Vaet       | MAN    | 2:06:08 | –       |
| 2    | Kevin Benavides   | Honda      | 1:53:08    | + 4:32     | Giuliano Horacio Giordana | Yamaha | 2:15:02 | + 7:44  | Mikko Hirvonen Michel Périn       | Mini    | 1:48:04 | + 1:13  | Pieter Versluis Marcel Pronk Artur Klein           | MAN    | 2:07:53 | + 3:14  |
| 3    | Hélder Rodrigues  | Yamaha     | 1:54:04    | + 2:37     | Sergei Karjakin           | Yamaha | 2:15:13 | + 7:55  | Nasser Al-Attiyah Matthieu Baumel | Mini    | 1:48:27 | + 1:36  | Eduard Nikolajew Jewgeni Jakowlew Wladimir Rybakow | KAMAZ  | 2:08:16 | + 2:08  |

## Gesamtwertung
Von den 347 gestarteten Fahrzeugen erreichten 214 das Ziel. Darunter waren 84 Motorräder, 23 Quads, 66 Autos und 41 Trucks. Dies entspricht einer Ausfallquote von rund 38 Prozent, was deutlich geringer ist als bei den letzten Austragungen: So schieden 2015 rund 49 Prozent der Teilnehmer vorzeitig aus, während 2014 gut 52 Prozent das Ziel nicht erreichten.

### Motorräder
Mit Toby Price siegte zum ersten Mal ein Australier bei der Rallye Dakar. Bei seinem Dakardebüt im Vorjahr hatte Price den dritten Platz erreicht. Für KTM war dies bereits der 15. Dakarsieg in Folge.
Zunächst führte der Hondafahrer Paulo Gonçalves die Wertung an. Auf der achten Etappe verlor Gonçalves die Führung an Toby Price und schied später auf der elften Etappe verletzungsbedingt aus. Sein Teamkollege Joan Barreda Bort fuhr auf den ersten Etappen gute Zeiten, erhielt aber auch viele Zeitstrafen, sodass er in der Gesamtwertung immer weiter zurückfiel. Er schied aus nachdem er wegen Motorproblemen nicht zur siebten Etappe antreten konnte.
| Rang | Fahrer             | Marke     | Zeit     | Abstand   |
| ---- | ------------------ | --------- | -------- | --------- |
| 1    | Toby Price         | KTM       | 48:09:15 | –         |
| 2    | Štefan Svitko      | KTM       | 48:48:56 | + 039:41  |
| 3    | Pablo Quintanilla  | Husqvarna | 48:58:03 | + 048:48  |
| 4    | Kevin Benavides    | Honda     | 49:04:02 | + 054:47  |
| 5    | Hélder Rodrigues   | Yamaha    | 49:04:59 | + 055:44  |
| 6    | Adrien Van Beveren | Yamaha    | 49:55:44 | + 1:46:29 |
| 7    | Antoine Méo        | KTM       | 50:06:02 | + 1:56:47 |
| 8    | Gerard Farrés      | KTM       | 50:10:15 | + 2:01:00 |
| 9    | Ricky Brabec       | Honda     | 50:20:42 | + 2:11:27 |
| 10   | Armand Monleón     | KTM       | 51:37:04 | + 3:27:49 |

### Quads
Nachdem er bereits 2010 und 2013 die Rallye für sich entschieden hatte, konnte Marcos Patronelli dieses Mal seinen dritten Sieg einfahren. Sein Bruder Alejandro, der die Dakar 2011 und 2012 gewonnen hatte, fuhr mit nur fünf Minuten Rückstand auf Rang zwei.
Titelverteidiger Rafał Sonik schied auf der fünften Etappe wegen eines Motorschadens aus. Mitfavorit Ignacio Casale beendete die Rallye vorzeitig, nachdem er sich auf der sechsten Etappe das Schlüsselbein gebrochen hatte.
| Rang | Fahrer                          | Marke  | Zeit     | Abstand   |
| ---- | ------------------------------- | ------ | -------- | --------- |
| 1    | Marcos Patronelli               | Yamaha | 58:47:41 | –         |
| 2    | Alejandro Patronelli            | Yamaha | 58:53:04 | + 05:23   |
| 3    | Brian Baragwanath               | Yamaha | 60:29:34 | + 1:41:53 |
| 4    | Sergei Karjakin                 | Yamaha | 60:32:06 | + 1:44:25 |
| 5    | Jeremías González Ferioli       | Yamaha | 60:49:49 | + 2:02:08 |
| 6    | Walter Nosiglia                 | Honda  | 63:13:51 | + 4:26:10 |
| 7    | Nelson Augusto Sanabria Galeano | Yamaha | 63:36:40 | + 4:48:59 |
| 8    | Alexis Hernández                | Yamaha | 65:21:25 | + 6:33:44 |
| 9    | Sebastián Palma                 | Yamaha | 67:03:14 | + 8:15:33 |
| 10   | Santiago Hansen                 | Honda  | 67:29:04 | + 8:41:23 |

### Autos
Stéphane Peterhansel gewann zum sechsten Mal die Autowertung und errang somit insgesamt seinen zwölften Dakarsieg. Für das Peugeotwerksteam ist es der erste Sieg seit 1990.
In der ersten Woche hatte der neunfache Rallyeweltmeister Sébastien Loeb in seinem Peugeot das Geschehen dominiert, allerdings verlor der Dakardebütant in den späteren Etappen viel Zeit durch Fahrfehler und Beschädigungen am Fahrzeug, sodass er zum Schluss bis auf Rang neun zurückfiel. Sein Teamkollege Cyril Despres fuhr zum zweiten Mal in der Autowertung und erreichte den siebten Platz.
Die Minis von X-Raid, die in den letzten vier Jahren die Rallye Dakar gewonnen hatten, konnten nur drei Etappensiege einfahren. Bester Minifahrer wurde der Vorjahressieger Nasser Al-Attiyah, der mit knapp 35 Minuten Rückstand Platz zwei erreichte. Der ehemalige WRC-Fahrer Mikko Hirvonen nahm zum ersten Mal an der Dakar teil. Er gewann eine Wertungsprüfung und fuhr in der Gesamtwertung auf Platz vier.
| Rang | Fahrer                                 | Marke   | Zeit     | Abstand   |
| ---- | -------------------------------------- | ------- | -------- | --------- |
| 1    | Stéphane Peterhansel Jean-Paul Cottret | Peugeot | 45:22:10 | –         |
| 2    | Nasser Al-Attiyah Matthieu Baumel      | Mini    | 45:57:08 | + 034:58  |
| 3    | Giniel de Villiers Dirk von Zitzewitz  | Toyota  | 46:24:57 | + 1:02:47 |
| 4    | Mikko Hirvonen Michel Périn            | Mini    | 46:27:28 | + 1:05:18 |
| 5    | Leeroy Poulter Robert Howie            | Toyota  | 43:45:06 | + 1:30:43 |
| 6    | Nani Roma Alex Haro                    | Mini    | 47:03:16 | + 1:41:06 |
| 7    | Cyril Despres David Castera            | Peugeot | 47:15:14 | + 1:53:04 |
| 8    | Wladimir Wassiljew Konstantin Schilzow | Toyota  | 47:23:45 | + 2:01:45 |
| 9    | Sébastien Loeb Daniel Elena            | Peugeot | 47:44:19 | + 2:22:09 |
| 10   | Harry Hunt Andreas Schulz              | Mini    | 48:33:40 | + 3:11:30 |

### Trucks
In der Truckwertung siegte Gerard de Rooy im Iveco. Für den Niederländer ist es bereits sein zweiter Sieg bei der Rallye Dakar.
Mit de Rooys Teamkollegen Federico Villagra, Ton van Genugten, und Pep Vila Roca erreichten auch drei weitere Ivecofahrer einen Platz unter den ersten Zehn. Aleš Loprais schied bereits auf der fünften Etappe aus.
Vorjahressieger Airat Mardejew aus dem KAMAZ-Werksteam erreichte mit über einer Stunde Rückstand den zweiten Platz. Sein Teamkollege Eduard Nikolajew fuhr auf Rang sieben. Die KAMAZ-Fahrer Andrei Karginow, der im Vorjahr dritter wurde, und Dmitri Sotnikow erreichten die Plätze 14 und 15.
| Rang | Fahrer                                              | Marke   | Zeit     | Abstand   |
| ---- | --------------------------------------------------- | ------- | -------- | --------- |
| 1    | Gerard de Rooy Moisès Torrallardona Darek Rodewald  | Iveco   | 44:42:03 | –         |
| 2    | Airat Mardejew Aidar Beljajew Dmitri Swistunow      | KAMAZ   | 45:52:30 | + 1:10:27 |
| 3    | Federico Villagra Jorge Pérez Companc Andres Memi   | Iveco   | 46:22:58 | + 1:40:55 |
| 4    | Hans Stacey Serge Bruynkens Jan van der Vaet        | MAN     | 47:05:04 | + 2:23:01 |
| 5    | Ton van Genugten Anton van Limp Peter van Eerd      | Iveco   | 47:13:02 | + 2:30:59 |
| 6    | Pascal de Baar Martin Roesink Wouter de Graaff      | Renault | 47:46:10 | + 3:04:07 |
| 7    | Eduard Nikolajew Jewgeni Jakowlew Ruslan Achmadejew | KAMAZ   | 48:21:26 | + 3:39:23 |
| 8    | Jaroslav Valtr Josef Kalina Jiri Stross             | Tatra   | 48:36:33 | + 3:54:30 |
| 9    | Pieter Versluis Marcel Pronk Artur Klein            | MAN     | 48:39:55 | + 3:57:52 |
| 10   | Pep Vila Roca Xavi Colomé Roqueta Marc Torres Sala  | Iveco   | 49:37:07 | + 4:55:04 |

## Zwischenfälle
Während des 11 Kilometer langen Prologs am 2. Januar verlor die chinesische Teilnehmerin Guo Meiling die Kontrolle über ihren Mini All4 Racing und raste in eine Zuschauergruppe, wobei 13 Personen verletzt wurden. Der Prolog wurde daraufhin abgebrochen.
Auf der 7. Etappe kam ein 63-jähriger Zuschauer ums Leben. Der Franzose Lionel Baud kam mit seinem Auto von der Strecke ab und erfasste den am Streckenrand stehenden Mann. Der Zuschauer ist der 67. Todesfall in der Geschichte der Rallye Dakar.